# Свобода, Альбин (старший)
Альбин Август Генрих Эмиль Свобода (нем. Albin August Heinrich Emil Swoboda, 13 ноября 1836, Нойштрелиц, Мекленбург — Передняя Померания — 4 августа 1901, Оберлёсниц, Мейсен) — австрийский оперный тенор, актёр и оперный режиссёр немецкого происхождения. Один из самых известных оперных певцов «Золотого века» венской оперетты, он был ведущим тенором и драматическим актёром в театре ан дер Вин в 1859—1878 годах. Он, в частности, участвовал в мировых премьерах оперетт композиторов Жака Оффенбаха, Иоганна Штрауса II и Франца фон Зуппе. Он также снимался в музыкальных комедиях и пьесах в Вене и появлялся во всевозможных театральных постановках в качестве приглашенного артиста в театрах Германии, Венгрии, Польши и России. Его сын Альбин Свобода-младший также сделал успешную карьеру оперного певца. В 1955 году в его честь была названа улица в венском районе Хитцинг.

## Молодость
Родившийся в Нойштрелице, Свобода был сыном тенора и оперного режиссёра Йозефа Вильгельма Свободы и драматической сопрано Анжелики Перечон-Свободы. Его брат Карл Свобода также был оперным певцом. В ранние годы он часто переезжал со своими родителями, живя в Лейпциге (1837—1838), Галле, Саксония-Анхальт (1838—1839) и Дюссельдорфе (1840—1841). В 1841 году оба его родителя были заняты в оперном театре Франкфурта-на-Майне, и семья прожила там следующие семь лет. Его мать умерла в 1846 году в возрасте 30 лет. В 1848 году его отцу предложили должность в Карл-театре в Вене, и семья соответственно переехала в этот город. В 1849 году его отец поступил на работу в Венскую хофоперу, где в течение следующих 16 лет работал ведущим тенором и компаньоном, а затем в 1865—1875 годах был директором театра.

## Карьера
Свобода начал свою карьеру в 1852 году в качестве члена оперного хора венского театра в Йозефштадте, против чего первоначально выступал его отец. Несколько лет спустя он уехал оттуда, чтобы поступить в оперный театр в Кракове, где сыграл свои первые главные роли и появился в пьесах. Вскоре последовали ангажементы в операх и спектаклях в Линце, Бад-Ишле и Зальцбурге. В 1857 году он вернулся в Вену, когда Иоганн Нестрой нанял его ведущим тенором в Карл-театр, где он появлялся в основном в музыкальных комедиях и фарсах.
В 1859 году Свобода покинул Карл-театр, чтобы стать ведущим тенором и драматическим актёром в театре ан дер Вин. Он оставался преданным этому театру в течение следующих 14 лет, а затем выступал в качестве приглашенного артиста. Он получил признание в репертуаре оперетты и, в частности, пел в многочисленных мировых премьерах в этом театре; в том числе Карла в «Пансионе» Зуппе (1860), Жанио в «Индиго и венере» Штрауса, Ламбрекена в «Черном корсаре» Оффенбаха (1872), Артура Брика в «Карнавале в Риме» Штрауса (1873) и Хельмута Форста в «Блиндекухе» Штрауса (1878). Другие роли в его репертуаре включали Париса в «Прекрасной Элен», Пикильо в «Периколе» и заглавную роль в «Орфее в подземном мире». Как драматический актёр, он добился успеха у критиков в мировых премьерах нескольких пьес Людвига Анценгрубера, среди прочих сценических ролей.
В 1873 году Свобода был назначен первым художественным руководителем недавно построенного Рингтеатра, который представил свое первое представление в январе 1874 года. Он уехал оттуда в 1875 году, чтобы работать в том же качестве в новом немецком театре Будапешта под руководством своего отца, который был генеральным директором. Он, в частности, исполнил роль Айзенштайна в «Летучей мыши» на первом спектакле театра. В январе 1878 года он сменил своего отца на посту генерального директора театра, но покинул этот пост в следующем году по финансовым причинам. В 1880 году он выступал в опереттах и музыкальных комедиях в России и Польше, в том числе в Санкт-Петербурге, Москве, Риге и Лодзи. В 1881 году он был принят в Земпероперу, после чего отказался от карьеры певца и выступал только как драматический актёр. За исключением выступлений в популярных пьесах в Вене в 1883 и 1898 годах, его поздня карьера никогда не соответствовала успеху, которым он пользовался ранее.

## Личная жизнь
За свою жизнь он был дважды женат. Его первый брак с сопрано Фридерикой Фишер (1844—1898), напротив которой он несколько раз снимался в театре ан дер Вин, закончился разводом. Их сын Альбин Свобода-младший сделал успешную карьеру оперного бас-баритона. Его вторым браком была драматическая актриса Гретхен Свобода (1872—1921). Свобода умер в 1901 году в возрасте 64 лет.